# Günter Steiger
Günter Steiger (* 21. März 1925 in Dresden; † 20. März 1987 in Jena) war ein deutscher Historiker, Bibliotheksdirektor und Kustos.

## Leben
Steiger wurde als Sohn eines Arbeiters geboren, lernte Maurer und wurde dann zur Wehrmacht eingezogen. Im Zweiten Weltkrieg wurde er schwer verwundet. Er besuchte eine Vorstudienanstalt
und studierte an den Universitäten in Leipzig und Jena Geschichte, Kunstgeschichte und Germanistik. Er wurde wissenschaftlicher Assistent bei Max Steinmetz. Vom Historischen Seminar wechselte Steiger an die Universitätsbibliothek Jena und wurde hier 1970 Direktor. Ein Jahr später wurde er erster Kustos der Universität und 1975 zum außerordentlichen Professor ernannt.

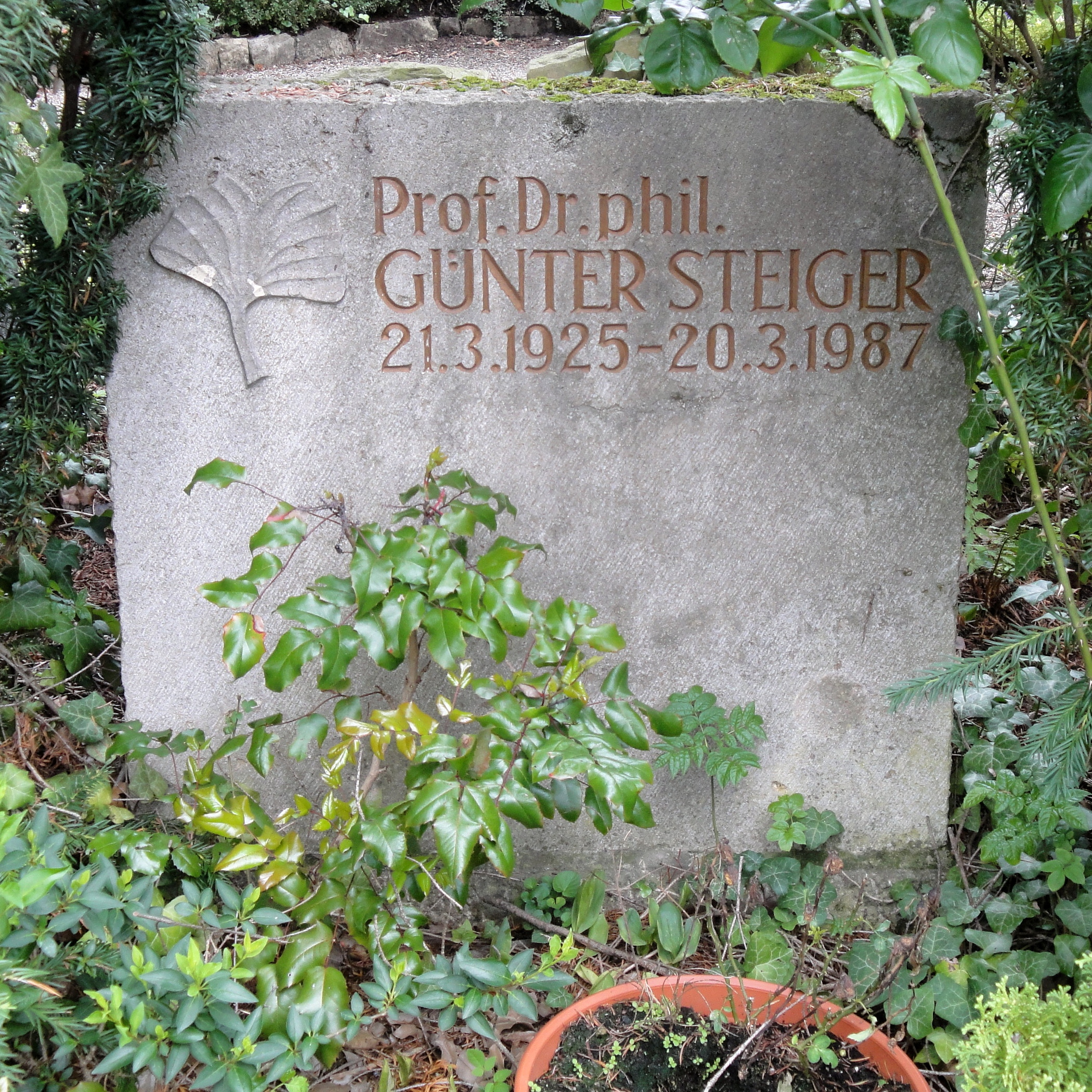
Grab von Günter Steiger auf dem Nordfriedhof in Jena

Mit einer Erinnerungstafel im Kollegienhof des Collegium Jenense werden Steigers Verdienste um den Denkmalschutz und die Kulturgeschichte gewürdigt.

## Schriften (Auswahl)
- „Ich würde doch nach Jena gehn“. Geschichte und Geschichten, Bilder, Denkmale und Dokumente aus vier Jahrhunderten Universität Jena, 4., durchges. und erw. Auflage Weimar: Böhlau 1989 (zuerst 1972)
- Urburschenschaft und Wartburgfest. Aufbruch nach Deutschland, hg. und bearb. von Marga Steiger. Mit einem Vor- und Nachw., Angaben zur Person des Autors, einer Auswahlbibliographie seiner Arbeiten sowie neueren Literaturhinweisen von Joachim Bauer und Thomas Pester, 2., bearb. u. erw. Auflage Leipzig: Urania-Verlag 1991 (zuerst 1967).
- Gaudeamus igitur. Laßt uns fröhlich sein. Historische Studentenlieder. Zusammengestellt, bearbeitet und kommentiert von Günter Steiger und Hans-Joachim Ludwig. Leipzig 1986.
- Follen, Adolf Ludwig (eigentlich August Adolf Follenius). In: Biographisches Lexikon zur deutschen Geschichte. Von den Anfängen bis 1917. Deutscher Verlag der Wissenschaften, Berlin 1967, S. 120–121.
- Follen, Karl Theodor Christian Friedrich (eigentlich Follenius). In: Biographisches Lexikon zur deutschen Geschichte. Von den Anfängen bis 1945. Deutscher Verlag der Wissenschaften, Berlin 1970, S. 179–180.